# 세르게이 테레셴코 (정치인)
세르게이 알렉산드로비치 테레셴코(러시아어: Серге́й Алекса́ндрович Тере́щенко, 1951년 3월 30일~2023년 2월 10일)는 카자흐스탄의 정치인이다. 1991년부터 1994년까지 독립 카자흐스탄의 초대 총리를 지냈다.
| 전임 - | 제1대 카자흐스탄의 총리 1991년 10월 4일 ~ 1994년 10월 21일 | 후임 아케잔 카제겔딘 |